# Olympische Winterspiele 1952/Ski Alpin
Bei den VI. Olympischen Spielen 1952 in Oslo fanden sechs Wettbewerbe im Alpinen Skisport statt. Austragungsorte waren der Norefjell in der Gemeinde Krødsherad (ca. 120 km nordwestlich von Oslo) und der Rødkleiva-Hügel in der Nähe des Holmenkollen. Die drei Erstplatzierten in der Abfahrt, im Riesenslalom (diese Disziplin wurde erstmals bei Olympischen Winterspielen ausgetragen) und im Slalom erhielten nebst den Olympiamedaillen auch Weltmeisterschaftsmedaillen, da diese Wettbewerbe auch als 12. Alpine Skiweltmeisterschaften zählten.

## Bilanz

### Medaillenspiegel
| Platz | Land               | Gold | Silber | Bronze | Gesamt |
| ----- | ------------------ | ---- | ------ | ------ | ------ |
| 1     | Österreich         | 2    | 3      | 2      | 7      |
| 2     | Vereinigte Staaten | 2    | –      | –      | 2      |
| 3     | Norwegen           | 1    | 1      | 1      | 3      |
| 4     | Italien            | 1    | –      | 1      | 2      |
| 5     | Deutschland        | –    | 2      | 2      | 4      |

### Medaillengewinner
| Konkurrenz   | Gold             | Silber           | Bronze           |
| ------------ | ---------------- | ---------------- | ---------------- |
| Abfahrt      | Zeno Colò        | Othmar Schneider | Christian Pravda |
| Riesenslalom | Stein Eriksen    | Christian Pravda | Toni Spiss       |
| Slalom       | Othmar Schneider | Stein Eriksen    | Guttorm Berge    |

| Konkurrenz   | Gold                 | Silber            | Bronze            |
| ------------ | -------------------- | ----------------- | ----------------- |
| Abfahrt      | Trude Jochum-Beiser  | Annemarie Buchner | Giuliana Minuzzo  |
| Riesenslalom | Andrea Mead-Lawrence | Dagmar Rom        | Annemarie Buchner |
| Slalom       | Andrea Mead-Lawrence | Ossi Reichert     | Annemarie Buchner |

## Männer

### Abfahrt
| Platz | Land | Sportler            | Zeit (min) |
| ----- | ---- | ------------------- | ---------- |
| 1     | ITA  | Zeno Colò           | 2:30,8     |
| 2     | AUT  | Othmar Schneider    | 2:32,0     |
| 3     | AUT  | Christian Pravda    | 2:32,4     |
| 4     | SUI  | Fred Rubi           | 2:32,5     |
| 5     | USA  | William Beck        | 2:33,3     |
| 6     | NOR  | Stein Eriksen       | 2:33,8     |
| 7     | NOR  | Gunnar Hjeltnes     | 2:35,9     |
| 8     | ITA  | Carlo Gartner       | 2:36,5     |
| 9     | SUI  | Georges Schneider   | 2:37,0     |
| 10    | SUI  | Gottlieb Perren     | 2:37,1     |
|       |      |                     |            |
| 16    | GER  | Willi Klein         | 2:42,8     |
| 17    | GER  | Benedikt Obermüller | 2:42,9     |
| 26    | SUI  | Bernhard Perren     | 2:46,1     |
| 28    | AUT  | Otto Linher         | 2:47,9     |
| 38    | GER  | Josef Schwaiger     | 2:55,5     |

Datum: 16. Februar, 13:00 Uhr

Ort: Norefjell

Start: 954 m, Ziel: 192 m; 20 Tore

Höhendifferenz: 762 m, Streckenlänge: 3120 m
82 Teilnehmer aus 27 Ländern, davon 72 in der Wertung. Ausgeschieden u. a.: Egon Schöpf (AUT), Stig Sollander (SWE), Josef Erben (GER).
Colò lag bei keiner der von norwegischen Journalisten an vier Stellen gemessenen Zwischenzeiten voran. Pravda sprang in seinem Lauf zu viel, was ihn immer wieder bremste. Schöpf stürzte schwer, er durchbrach die Schutzwand aus Holz und Stroh, wurde in den Wald geschleudert und blieb bewusstlos liegen.

### Riesenslalom
| Platz | Land | Sportler            | Zeit (min) |
| ----- | ---- | ------------------- | ---------- |
| 1     | NOR  | Stein Eriksen       | 2:25,0     |
| 2     | AUT  | Christian Pravda    | 2:26,9     |
| 3     | AUT  | Toni Spiss          | 2:28,8     |
| 4     | ITA  | Zeno Colò           | 2:29,1     |
| 5     | SUI  | Georges Schneider   | 2:31,2     |
| 6     | SWE  | Stig Sollander      | 2:32,6     |
| 6     | USA  | Brooks Dodge        | 2:32,6     |
| 8     | SUI  | Bernhard Perren     | 2:33,1     |
| 9     | AUT  | Hans Senger         | 2:33,6     |
| 10    | NOR  | Gunnar Hjeltnes     | 2:33,7     |
| 11    | SUI  | Fernand Grosjean    | 2:33,8     |
| 12    | SUI  | Fred Rubi           | 2:34,0     |
|       |      |                     |            |
| 17    | GER  | Josef Schwaiger     | 2:35,4     |
| 28    | GER  | Benedikt Obermüller | 2:41,4     |
| 32    | GER  | Willi Klein         | 2:46,2     |
| 47    | GER  | Josef Erben         | 2:55,0     |

Datum: 15. Februar, 13:00 Uhr

Ort: Norefjell

Start: 671 m, Ziel: 192 m; 62 Tore

Höhendifferenz: 479 m, Streckenlänge: 1740 m
83 Teilnehmer aus 26 Ländern, davon 82 in der Wertung. Disqualifiziert: Egon Schöpf (AUT).
Egon Schöpf kam wie Colò mit 2:29,1 ins Ziel, wurde aber disqualifiziert, weil er (nach leichtem Sturz und Zurücksteigen) ein Tor nicht korrekt passiert hatte.

### Slalom
| Platz | Land | Sportler            | Zeit (min) |
| ----- | ---- | ------------------- | ---------- |
| 1     | AUT  | Othmar Schneider    | 2:00,0     |
| 2     | NOR  | Stein Eriksen       | 2:01,2     |
| 3     | NOR  | Guttorm Berge       | 2:01,7     |
| 4     | ITA  | Zeno Colò           | 2:01,8     |
| 5     | SWE  | Stig Sollander      | 2:02,6     |
| 6     | FRA  | James Couttet       | 2:02,8     |
| 7     | SUI  | Fred Rubi           | 2:03,3     |
| 8     | NOR  | Per Rollum          | 2:04,5     |
| 9     | USA  | Brooks Dodge        | 2:04,7     |
| 10    | SUI  | Franz Bumann        | 2:04,8     |
|       |      |                     |            |
| 13    | GER  | Benedikt Obermüller | 2:07,5     |
| 16    | GER  | Willi Klein         | 2:08,9     |
| 21    | SUI  | Bernhard Perren     | 2:10,1     |
| 29    | AUT  | Christian Pravda    | 2:57,7     |

Datum: 19. Februar, 13:00 Uhr

Ort: Rødkleiva

Start: 488 m, Ziel: 308 m

Höhendifferenz: 180 m, Streckenlänge: 427 m; 50 Tore.
86 Teilnehmer aus 27 Ländern, davon 29 in der Wertung. Ausgeschieden u. a.: Georges Schneider (SUI), Josef Schwaiger (GER), Toni Spiss (AUT).
Spiss war im ersten Durchgang zu einer neuen Bestzeit unterwegs, doch schied er beim drittletzten Tor aus (ein Bindungsbacken am linken Ski war aus dem Holz gerissen). Im zweiten Lauf beging Eriksen leichte Fehler. Pravda war außer Rand und Band und stürzte fünfmal. Demgegenüber war Schneiders Lauf hervorragend. Senger, gemeinsam mit Eriksen Führender nach dem ersten Lauf und auch Laufschnellster im zweiten Durchgang, wurde wegen eines Fehlers beim letzten Tor des Parcours disqualifiziert.

## Frauen

### Abfahrt
| Platz | Land       | Sportlerin              | Zeit (min) |
| ----- | ---------- | ----------------------- | ---------- |
| 1     | AUT        | Trude Jochum-Beiser     | 1:47,1     |
| 2     | GER        | Annemarie Buchner       | 1:48,0     |
| 3     | ITA        | Giuliana Minuzzo        | 1:49,0     |
| 4     | AUT        | Erika Mahringer         | 1:49,5     |
| 5     | AUT        | Dagmar Rom              | 1:49,8     |
| 6     | SUI        | Madeleine Berthod       | 1:50,7     |
| 7     | NOR        | Margit Hvammen          | 1:50,9     |
| 8     | CAN        | Joanne Hewson           | 1:51,3     |
| 9     | GER        | Evi Lanig               | 1:52,9     |
| 10    | SUI        | Ida Schöpfer            | 1:53,0     |
| 10    | GER        | Hannelore Glaser-Franke | 1:53,0     |
| 12    | SUI        | Idly Walpoth            | 1:53,8     |
|       |            |                         |            |
| 15    | SUI        | Silvia Glatthard        | 1:54,9     |
| 24    | Österreich | Trude Klecker           | 1:57,9     |
| 35    | GER        | Lia Leismüller          | 2:37,6     |

Datum: 17. Februar, 13:00 Uhr

Ort: Norefjell

Start: 710 m, Ziel: 324 m; 28 Tore

Höhendifferenz: 386 m, Streckenlänge: 1350 m
42 Teilnehmerinnen aus 13 Ländern, davon 35 in der Wertung.
Die österreichische Teamführung unter Fred Rößner hatte nach dem Riesenslalom die Besetzung für die Abfahrt geändert und Dagmar Rom sowie Trude Klecker aufgestellt, demgegenüber Rosi Sailer und Anneliese Schuh-Proxauf eliminiert, worauf die Innsbruckerin erzürnt Oslo verließ.

### Riesenslalom
| Platz | Land | Sportlerin           | Zeit (min) |
| ----- | ---- | -------------------- | ---------- |
| 1     | USA  | Andrea Mead-Lawrence | 2:06,8     |
| 2     | AUT  | Dagmar Rom           | 2:09,0     |
| 3     | GER  | Annemarie Buchner    | 2:10,0     |
| 4     | AUT  | Trude Klecker        | 2:11,4     |
| 5     | USA  | Katy Rodolph         | 2:11,7     |
| 6     | NOR  | Borghild Niskin      | 2:11,9     |
| 7     | ITA  | Celina Seghi         | 2:12,5     |
| 8     | GER  | Ossi Reichert        | 2:13,2     |
| 9     | CAN  | Rhoda Wurtele        | 2:14,0     |
| 10    | GER  | Marianne Seltsam     | 2:14,1     |
| 11    | AUT  | Trude Jochum-Beiser  | 2:14,3     |
|       |      |                      |            |
| 14    | GER  | Evi Lanig            | 2:15,6     |
| 16    | SUI  | Ida Schöpfer         | 2:16,6     |
| 17    | AUT  | Erika Mahringer      | 2:16,8     |
| 25    | SUI  | Idly Walpoth         | 2:20,8     |
| 29    | SUI  | Silvia Glatthard     | 2:23,1     |

Datum: 14. Februar, 13:00 Uhr

Ort: Norefjell

Start: 710 m, Ziel: 375 m; 59 Tore

Höhendifferenz: 335 m, Streckenlänge: 1740 m
45 Teilnehmerinnen aus 15 Ländern, davon 40 in der Wertung. Ausgeschieden u. a.: Madeleine Berthod (SUI).
Mead-Lawrence zeigte sich als beste Läuferin der Welt. Dagmar Rom beging viele Fehler, doch sie meisterte alle Situationen. Borghild Nisken war eine Zeitlang im Glauben, Dritte zu sein, weil sie als solche vom Lautsprecher durchgegeben worden war.

### Slalom
| Platz | Land | Sportlerin              | Zeit (min) |
| ----- | ---- | ----------------------- | ---------- |
| 1     | USA  | Andrea Mead-Lawrence    | 2:10,6     |
| 2     | GER  | Ossi Reichert           | 2:11,4     |
| 3     | GER  | Annemarie Buchner       | 2:13,3     |
| 4     | ITA  | Celina Seghi            | 2:13,8     |
| 5     | USA  | Imogene Opton           | 2:14,1     |
| 6     | SUI  | Madeleine Berthod       | 2:14,9     |
| 7     | FRA  | Marysette Agnel         | 2:15,6     |
| 8     | AUT  | Trude Jochum-Beiser     | 2:15,9     |
| 9     | ITA  | Giuliana Minuzzo        | 2:15,9     |
| 10    | SUI  | Olivia Ausoni           | 2:17,0     |
|       |      |                         |            |
| 17    | AUT  | Rosi Sailer             | 2:20,9     |
| 22    | AUT  | Erika Mahringer         | 2:26,6     |
| 25    | SUI  | Edmée Abetel            | 2:28,3     |
| 31    | GER  | Hannelore Glaser-Franke | 2:30,8     |
| 35    | GER  | Marianne Seltsam        | 3:05,8     |
| 36    | AUT  | Dagmar Rom              | 3:07,9     |

Datum: 20. Februar, 14:00 Uhr

Ort: Rødkleiva

Start: 488 m, Ziel: 308 m

Höhendifferenz: 180 m, Streckenlänge: 427 m; 38 Tore
40 Teilnehmerinnen aus 14 Ländern, davon 37 in der Wertung. Ausgeschieden u. a.: Ida Schöpfer (SUI).
Siegerin Mead-Lawrence lag nach dem ersten Lauf auf Rang 4. Sie kam in diesem Durchgang zu Sturz, doch stand sie bereits einen Augenblick später wieder und fuhr weiter. Alle Österreicherinnen blieben im zweiten Durchgang unter den Leistungen der Spitzengruppe.